# Niederbauer
Niederbauer ist ein Ortsteil der Gemeinde Lippetal im nordrhein-westfälischen Kreis Soest. 
Der Ort liegt nördlich von Oestinghausen. Die Landesstraße L 636 verläuft südlich und östlich, die Lippe fließt nördlich.

## Sehenswürdigkeiten
In der Liste der Baudenkmäler in Lippetal ist für Niederbauer ein Baudenkmal aufgeführt:
- Der Hof Rubart (Niederbauer 43) ist ein Westfälisches Bauernhaus. Das als Vierständerhaus errichtete Hauptgebäude stammt im Kern aus dem Jahr 1726, während die Nebengebäude im frühen 19. Jahrhundert errichtet wurden. Das Hofkreuz stammt aus dem Jahr 1906.